# عملیات نگهبان آزادی
عملیات نگهبان آزادی (به انگلیسی: Operation Freedom's Sentinel)، نام رسمی مأموریتی پس از عملیات آزادی پایدار در ادامه جنگ در افغانستان، به عنوان بخشی از جنگ علیه تروریسم بود که توسط دولت آمریکا نامگذاری شد. عملیات نگهبان آزادی، بخشی از مأموریت حمایت قاطع به رهبری ناتو بود که از ۱ ژانویه ۲۰۱۵ آغاز شد و دو جزء داشت: مبارزه با تروریسم و نیز همکاری با متحدان به عنوان بخشی از حمایت قاطع.
در حدود فوریه ۲۰۲۰، ۱۶٬۵۵۱ سرباز ناتو و غیر ناتو در افغانستان حضور داشتند. در ژوئن ۲۰۲۰، این تعداد به ۱۵٬۹۳۷ کاهش یافت. در فوریه ۲۰۲۱، ۹٬۵۹۲ سرباز ناتو و غیر ناتو در افغانستان حضور داشتند.
میزان نیروی گزارش شده توسط نیروهای امنیت ملی افغانستان بیش از ۳۰۰٬۰۰۰ پرسنل در طول سال ۲۰۲۰ بود. این نیروها در حمله ۲۰۲۱ طالبان تسلیم شدند یا به کشورهای همسایه گریختند و تقریباً تمام کشور را تحت کنترل طالبان گذاشتند.
انتظار می‌رفت که عملیات آزادی نگهبان به‌طور رسمی با خروج نیروهای آمریکایی از افغانستان در ۳۱ اوت ۲۰۲۱ پایان یابد، اما عملاً یک روز زودتر، در ۳۰ اوت، به پایان رسید؛ زیرا آخرین نیروهای باقی‌مانده، عقب‌نشینی کردند و وزارت دفاع آمریکا، در تاریخ ۱ اکتبر ۲۰۲۱، رسماً عملیات را پایان داد و عملیات دیگری به نام عملیات نگهبان پایدار را جایگزین کرد.